# Philodromus auricomus
Philodromus auricomus es una especie de araña cangrejo del género Philodromus, familia Philodromidae. Fue descrita científicamente por L. Koch en 1878.

## Distribución
Esta especie se encuentra en Rusia (Lejano Oriente), China, Corea y Japón.